# Sternbergita
La sternbergita es un mineral de la clase de los minerales sulfuros. Fue descubierta en 1827 en Jáchymov en los Montes Metálicos, en la región de Bohemia (República Checa), siendo nombrada así en honor de Kaspar Sternberg, científico checo. Un sinónimo poco usado es argiropirrotita.

## Características químicas
Es un sulfuro de plata y hierro. Es dimorfo de la argentopirita, con la que puede ser confundida.

## Formación y yacimientos
Aparece como mineral de formación secundaria en vetas hidrotermales junto con otros minerales sulfosales de plata y sulfuros de cobalto y níquel.
Suele encontrarse asociado a otros minerales como: estefanita, acantita, proustita, pirargirita, argentopirita, xantoconita, pirita, galena, esfalerita, dolomita, calcita o cuarzo.

## Usos
Se extrae en las minas como mena del metal de plata.